# Bodon Ábrahám

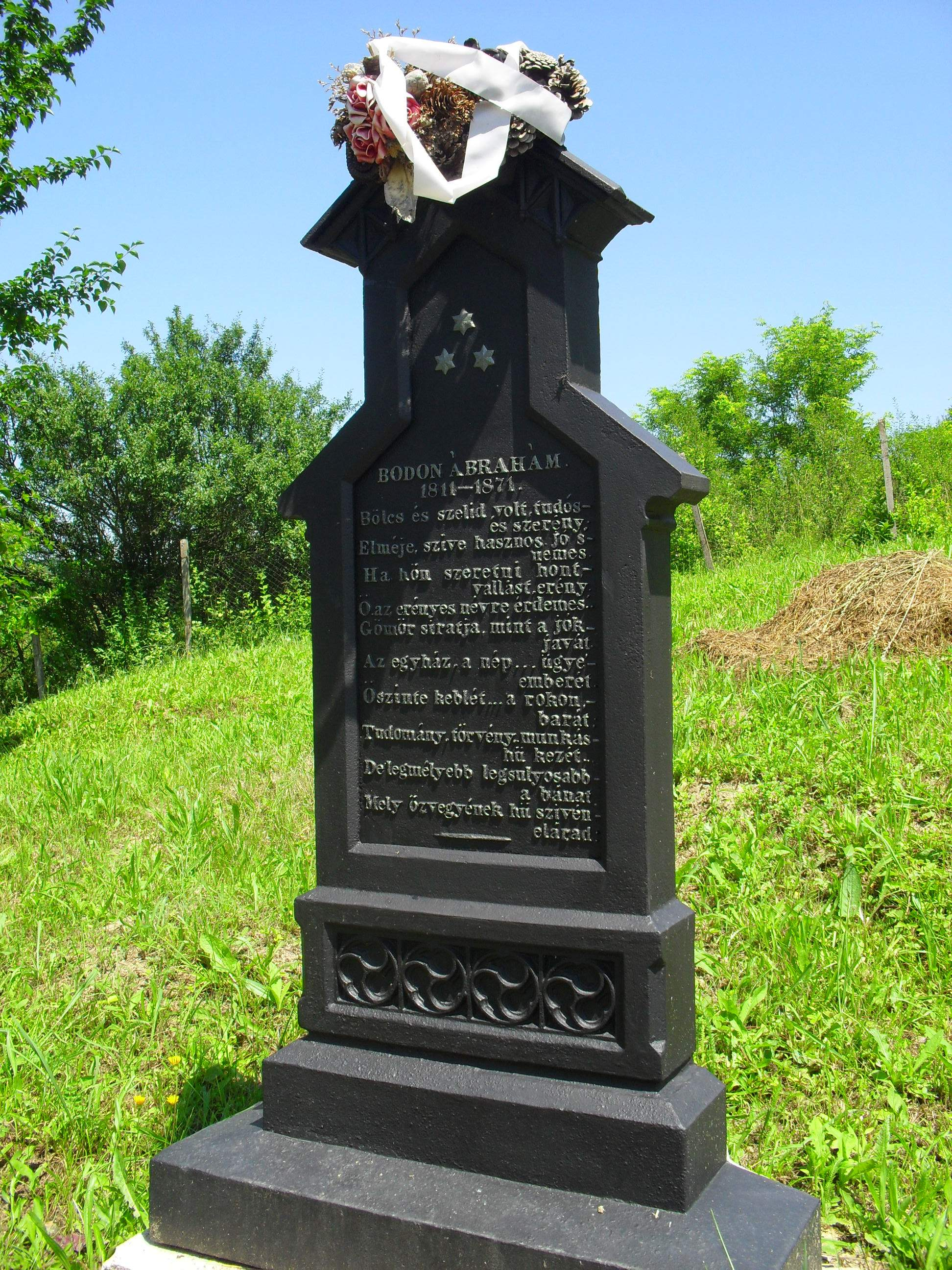
Bodon Ábrahám síremléke a gömörmihályfalvai temetőben

Bodon Ábrahám (mihályfalvai) (Mihályfalva, 1810 – Rimaszombat, 1871. január 31.) földbirtokos, országgyűlési képviselő.

## Élete
Iskoláit Sárospatakon végezte, a jogot a losonci főiskolában hallgatta; eredetileg mérnök akart lenni s késő öreg koráig sokat törte a fejét matematikai problémákon. Az ügyvédi vizsgát 1839-ben tette le a pesti egyetemen és mint az országgyűlési ifjúság tagja vett részt az 1840. pozsonyi országgyűlésen, hol Kossuth Lajossal barátságot kötött és ennek fogsága idején szerkesztette a kéziratban terjesztett Országgyűlési Tudósításokat. 1842–1847-ig Gömör és Kis-Hont vármegye alügyésze volt. 1848-ban a kövii kerületet képviselte az országgyűlésen; a szabadságharc után mihályfalvai birtokára vonult és gazdálkodott, a vályvölgyei magtár-egyesületet alapította s testvéröccsével, Bodon Antallal szervezte; időközben a nép gyermekei számára tankönyveket írtak és közvetlenül is oktatták a népet. 1861-ben a megyék visszaállítása alkalmával főügyész lett; később az országgyűlésen ismét a kövii kerületnek volt képviselője. 1867-ben Gömör és Kis-Hont megye másodalispánjává választotta. 1854–1856-ig a vályi református egyházkerület főgondnoka is volt; a magyar orvosok- és természetvizsgálóknak 1867. Rimaszombatban tartott szakülésein (augusztus 16. – augusztus 17.) elnökölt és a megyében levő régiségek kutatására serkentő felhívást intézett a közönséghez.

## Művei
- A felső vályi reformált egyház története 1550–1860. Sárospatak, 1860.
- Virgilius költeménye a gazdászatról. (Georgicon.) Ford. Ugyanott, 1867. (Ism. Egyet. Philol. Közlöny 1878.)

Mint kiváló jogtudós és a római klasszikusok alapos ismerője, sűrű levelezést folytatott Erdélyi Jánossal, Szentpétery Sámuellel és többekkel. Két levelét közli a Gömör-Kishont (1889. 24. sz.), amelyeket 1866. ápr. 7. és jún. 7. Mihályfalváról Findura Imréhez irt.
Sikerült arcképét Plachy Ferenc festette.
Több kéziratos munkája is ismert.
Számos cikket, megye-gyűlési tudósítást és levelet közölt a Pesti Hírlapban (1842–47), melyek a megye történetére nézve rendkívüli becscsel bírnak; az 1839. és 1840. évi Vallásügyi tárgyalásokról írta a Sárospataki Füzetekben (1860–62.) Murány váráról észrevételek jelentek meg tőle a Vasárnapi Ujságban (1866.); a Hunfalvy János által szerkesztett Gömör-Kishont leírása című album történeti részéhez ő szolgáltatta az adatokat.